# Konstantínos Príngos
Konstantínos Príngos (em grego:  Κωνσταντίνος Πρίγγος; Constantinopla, 1892 - Atenas, 1964) foi um músico greco-otomano, Arconte Protopsaltes da Grande Igreja de Cristo de 1939 a 1945.

## Biografia
Konstantínos Príngos nasceu em Constantinopla em 1892, e estudou música bizantina desde os dez anos de idade com Efstrátios Papadópoulos e Michaíl Mourkídis (ambos alunos de Jorge Redesteno) em Pera, sendo já cedo nomeado Canonarca da igreja local. Em 1911, tornou-se Segundo Doméstico da Catedral de São Jorge, conhecendo neste período Iákovos Nafpliótis, mas o baixo salário o levou a deixá-la em 1913 para ser protopsaltes em Tataúla, permanecendo lá até 1915, quando voltou a Pera para ser lampadário, tornando-se protopsaltes no ano seguinte. Em 1925, fugiu da recém-estabelecida Turquia para a Grécia, sendo Cantor em diversas igrejas em Cavala, Tinos e Salonica, retornando a Pera em 1933, sendo Cantor até 1936, quando foi para Gálata, também em Istambul, no ano seguinte indo para Tataúla.
Em 1938, morreu Efstáthios Vingópoulos, Arconte Lampadário da Grande Igreja de Cristo. Embora a ordem de sucessão típica prescrevesse neste caso que Vingópoulos fosse sucedido pelo Primeiro Doméstico da Catedral, o ocupante do cargo, Anastásios Michailídis, julgou o trabalho excessivamente complexo, e, sua voz, imperfeita, preferindo não se tornar Cantor. Desta forma, foi extraordinariamente convocado Príngos, indicado por seu antigo professor, Nafpliótis, como o único capaz de continuar o estilo arcaico e rebuscado então cultivado. Em fevereiro de 1939, seu antigo professor, Nafpliótis, decidiu aposentar-se, indicando que o único substituto à altura seria Príngos, que foi nomeado lugar-tenente da posição de Arconte Protopsaltes da Grande Igreja de Cristo em 1 de março, e a adquiriu plenamente em 24 de setembro do mesmo ano. Teve uma carreira bastante popular, tanto na Turquia como na Grécia, mas tornou-se paraplégico em 1957. Aposentou-se em 1960 e mudou-se para Atenas, sendo sucedido por Thrasývoulos Stanítsas e morrendo em Atenas em fevereiro de 1964.
Apesar de ser notório rival de Príngos, que priorizava a prática sobre a técnica, Stanítsas testificou posteriormente sobre a grande habilidade musical de Príngos, que dispensava diapasão para cantar em bom afinamento. Ainda, Stanítsas revindicou postumamente ser o único verdadeiro aluno de Príngos, por ter cantado com ele por vinte anos. O musicólogo greco-turco Avraám Chrístou Efthymiádis relata que, de fato, apesar de ter assinado diversos diplomas, Príngos nunca teve alunos formais.